# NGC 5867
NGC 5867 في الفهرس العام الجديد، هي مجرة، تقع في كوكبة التنين. اكتشفت في 25 أبريل 1851 بواسطة ويليام بارسونز.

## روابط خارجية
- NGC 5867 على موقع ويكي سكاي: DSS2, SDSS, GALEX, IRAS, Hydrogen α, X-Ray, Astrophoto, Sky Map, Articles and images